# روبرت لانجلاندس
روبرت لانجلاندس (بالإنجليزية: Robert Phelan Langlands)‏ من مواليد (6 أكتوبر 1936) هو عالم رياضيات أمريكي كندي. اشتهر بأنه مؤسس برنامج لانجلاندس، وشبكة واسعة من التخمينات ونتائج ربط نظرية التمثيل والأشكال لدراسة مجموعات في نظرية الأعداد، والذي حصل على جائزة أبيل عام 2018، لمساهماته في البرنامج البصري الذي يربط نظرية التمثيل بنظرية الأعداد. وهو أستاذ فخري ويحتل مكتب ألبرت أينشتاين في معهد الدراسات المتقدمة في برينستون.